# Vogtei (HRR)
Die Vogtei (auch Vogteilichkeit bzw. Vogteiliche Obrigkeit genannt) war eine Rechtsinstitution des Mittelalters und der frühen Neuzeit, die vor allem seit der ersten Hälfte des 16. Jahrhunderts eine wichtige Rolle im Rechtssystem des Heiligen Römischen Reiches deutscher Nation spielte.

## Definition
Als „Vogtei“ wurde im Heiligen Römischen Reich (HRR) das Herrschaftsverhältnis bezeichnet, das zwischen einem Vogt und dessen Untertanen bestand. Diese vom lateinischen Begriff „advocatia“ bzw. „advocatus“ (d. h. Rechtsbeistand) abgeleitete Bezeichnung umschrieb in ihrer ursprünglichen Bedeutung vor allem solche Rechtsangelegenheiten, bei denen sich kirchliche Institutionen bei weltlichen Geschäftsvorgängen durch einen Laien vertreten ließen. Entsprechend der Begriffsableitung war dies etwa bei der Ausübung der Gerichtsbarkeit der Fall.
Im Lauf des späten Mittelalters wandelte und erweiterte sich dieser Sinngehalt zu einer Art Schutzverhältnis, das dem die Vogtei ausübenden Vogt die Erlangung wichtiger Machtkompetenzen über seine Untertanen ermöglichte. Bei diesen konnte es sich entweder um die eigenen Grunduntertanen handeln oder um die Hintersassen derjenigen Klöster, in denen der Vogt eine Funktion als Rechtsvertreter innehatte. Die Ausübung der Vogtei war dabei mit grundherrschaftlichen Befugnissen verbunden sowie mit einer Steigerung der finanziellen Einkünfte des Vogtes. Darüber hinaus war die Ausübung der Vogtei mit der unmittelbaren Dorfherrschaft („Zwing und Bann“) verknüpft, außerdem auch mit dem Kirchenschutz und oftmals auch bereits mit der Steuer- und Wehrhoheit.

## Geschichte
Der entscheidende Impuls für den Bedeutungszuwachs der Vogtei ging von dem großen Umwälzungsprozess aus, der sich seit dem Ende des 15. Jahrhunderts im Rechtswesen des HRR ergeben hatte und wodurch dem Vogtgericht der weitaus größte Teil der Gerichtsbarkeit zufiel. Die diesen Rechtskreis bildende Vogteiliche Gerichtsbarkeit umfasste dabei neben der gesamten Zivilgerichtsbarkeit auch die Strafgerichtsbarkeit, ausgenommen davon lediglich die schweren Kriminalfälle, denn diese blieben weiterhin der Hochgerichtsbarkeit vorbehalten.
Die in der ersten Hälfte des 16. Jahrhunderts einsetzende Ausbreitung des Protestantismus bildete einen weiteren Anstoß dafür, dass die Vogtei eine ausschlaggebende Rolle im Rechtssystem des HRR erlangen konnte. Denn auf dem Augsburger Reichstag von 1555 war mit dem Augsburger Religionsfrieden zwar die freie Religionswahl im Reich erlaubt worden, dies allerdings als Privileg, das lediglich den weltlichen Fürstenhäusern zugestanden worden war. Durch die im Religionsfrieden enthaltene Bestimmung Cuius regio, eius religio (lateinisch für wessen Gebiet, dessen Religion) konnte daher die weltliche Macht darüber bestimmen, welche Religion die Bewohner eines beherrschten Territoriums anzunehmen hatten. Damit gewann aber die Frage eine entscheidende Bedeutung, welche Macht die Landeshoheit über einen Ort erfolgreich für sich beanspruchen konnte. Vor allem im fränkischen und schwäbischen Raum war diese Frage oftmals kaum zu beantworten, denn dieser Teil des Reiches war in rechtlicher und territorialer Hinsicht besonders stark zersplittert. Dort überlagerten sich und konkurrierten die Rechte der unterschiedlichen Territorialherren meist so komplex, dass eine Rechtsinstitution gefunden werden musste, die eine eindeutige Feststellung der in einem Ort die Religion bestimmenden „landesfürstlichen Obrigkeit“ erlaubte. Aufgrund der rechtlichen Gegebenheiten fiel die Beantwortung dieser Frage im fränkischen Raum der Vogtei zu, dies in Form ihrer spezifisch „fränkischen Prägung“. Ergänzt wurde dies durch die Dorf- und Gemeindeherrschaft, der eine ausschlaggebende Rolle zukam, wenn mehrere Vogteiherren miteinander um die Beanspruchung der Landeshoheit über einen Ort konkurrierten.